# Laruscade
Laruscade es una población y comuna francesa, situada en la región de Aquitania, departamento de Gironda.

## Demografía
| 1307 | 1340 | 1332 | 1475 | 1679 | 1693 |
| Para los censos de 1962 a 1999 la población legal corresponde a la población sin duplicidades (Fuente: INSEE [Consultar]) |      |      |      |      |      |